# De-Ritis-Quotient
Der De-Ritis-Quotient, eingeführt von de Ritis et al., gibt in der Medizin das Verhältnis der Leberenzyme Aspartat-Aminotransferase (ASAT bzw. GOT) und Alanin-Aminotransferase (ALAT bzw. GPT) an, das Hinweise auf die zugrunde liegende Erkrankung der Leber geben kann.

## Berechnung
{\displaystyle {\textrm {De-Ritis-Quotient}}={\frac {\textrm {ASAT}}{\textrm {ALAT}}}}
Es werden jeweils Serumkonzentrationen eingesetzt.
Der Referenzbereich des dimensionslosen De-Ritis-Quotienten beträgt 0,6–0,8.

## Bewertung
Ein kleiner De-Ritis-Quotient (< 1) spricht für einen geringen Leberschaden (z. B. eine Virushepatitis), ein großer Quotient (> 1) für einen schwerwiegenderen Leberschaden (z. B. chronische Hepatitis, Leberzirrhose, oft bei Alkoholismus).
Auch extrahepatische Erkrankungen können einen abnormen De-Ritis-Quotienten verursachen. So kann beim akuten Herzinfarkt ein erhöhter Quotient zu finden sein (ASAT/ALAT > 1,3).

## Anwendung
Der De-Ritis-Quotient findet vor allem Anwendung in der Leberdiagnostik, um eine Aussage über die Schwere einer Leberzellschädigung bzw. Leberzellnekrose treffen zu können. ASAT ist zwar nicht leberspezifisch, liegt aber zu ca. 80 % in Mitochondrien und zu ca. 20 % im Zytoplasma vor. ALAT ist nahezu leberspezifisch und weist seine höchste Aktivität in den Hepatozyten auf: Es liegt zu 20 % in den Mitochondrien und zu 80 % im Zytoplasma vor. Je mehr mitochondriale Enzyme also freigesetzt werden, desto schwerwiegender ist die Hepatozytenschädigung.
Wenn die Leberwerte ansonsten im Referenzbereich liegen, ist ein erhöhter De-Ritis-Quotient wenig aussagekräftig.